# Fáy Antal
Fáji Fáy Antal (Emőd, 1805. október 17. – Pest, 1872. július 30.) zeneszerző, zongoraművész, hivatalnok.

## Élete
Az 1848 előtti időben közhivatalokat viselt, tevékeny részt vett a megye életében. Emellett rajongásig szeretvén a zenét, minden rendelkezhető idejét a zongorajáték és zeneszerzésre fordította. Mint zongoravirtuóz az 1840-es években nyilvános hangversenyekben is részt vett. Sok dalt, négyest, zongoradarabot adott ki, melyek azonban rendkívül nehéz, komplikált szerkezetüknél fogva nem igen váltak népszerűekké. Több népdala, magyar nótája átment a nép ajkára. Budapesten, hová élte utolsó éveiben tette át lakását, vendégszerető háza rendes gyülekezőhelye volt az íróknak és művészeknek. Gizella leánya Reményi Ede neje volt. Sírja a Kerepesi úti temetőben található.

## Munkája
- Tentamen publicum ex doctrina religionis, metaphysica, physica et historia universali. Pestini, 1821. (Augusz Antallal együtt.)